# Allobates nidicola
Allobates nidicola é uma espécie de anfíbio da família Aromobatidae. Endêmica do  Brasil, onde pode ser encontrada nos estados do Amazonas e Rondônia.